# HD 40979 b
HD 40979 b är en exoplanet som kretsar kring stjärnan HD 40979 i stjärnbilden Kusken. Astronomerna beräknar att planeten är en gasjätte som kretsar i stjärnans beboeliga zon, men med en temperatur som Venus. Den upptäcktes 2002 av Debra Fischer. Exoplaneten har en massa av ungefär 4 MJ och en omloppstid av 264 dygn. Moderstjärnan är av spektralklass F8V.